# Papu Gómez
Alejandro Darío Gómez (španělská výslovnost: [alexandɾo ðaˈɾi.o ɣomes]; * 15. února 1988, Buenos Aires), známý jako Papu Gómez, je argentinský profesionální fotbalista, který hraje jako útočník, levé křídlo nebo útočný záložník za Monzu. Je supspendován do října 2025 kvůli pozitivnímu dopingovému testu.